# (29821) 1999 DP1
(29821) 1999 DP1 est un astéroïde de la ceinture principale d'astéroïdes découvert en 1999.

## Description
(29821) 1999 DP1 a été découvert le 17 février 1999 à l'observatoire de Nachikatsuura au Japon, par Yoshisada Shimizu et Takeshi Urata.

### Caractéristiques orbitales
L'orbite de cet astéroïde est caractérisée par un demi-grand axe de 2,58 ua, un périhélie de 2,25 ua, une excentricité de 0,13 et une inclinaison de 14,60° par rapport à l'écliptique. Du fait de ces caractéristiques, à savoir un demi-grand axe compris entre 2 et 3,2 ua et un périhélie supérieur à 1,666 ua, il est classé, selon la JPL Small-Body Database, comme objet de la ceinture principale d'astéroïdes.

### Caractéristiques physiques
(29821) 1999 DP1 a une magnitude absolue (H) de 13,1 et un albédo estimé à 0,034.